# Family Circle Cup 1986
Family Circle Cup 1986 — жіночий тенісний турнір, що проходив на відкритих кортах з ґрунтовим покриттям Sea Pines Plantation у Гілтон-Гед-Айленді (США). Належав до турнірів 4-ї категорії в рамках Туру WTA 1986. Відбувсь учотирнадцяте і тривав з 7 квітня до 13 квітня 1986 року. Третя сіяна Штеффі Граф здобула титул в одиночному розряді, свій перший титул WTA в одиночному розряді за кар'єру.

## Фінальна частина

### Одиночний розряд
Штеффі Граф —  Кріс Еверт-Ллойд 6–2, 4–6, 6–3
- Для Граф це був 1-й титул в одиночному розряді за кар'єру.

### Парний розряд
Кріс Еверт-Ллойд /  Енн Вайт —  Штеффі Граф /  Катрін Танв'є 6–3, 6–3
- Для Еверт це був перший титул в парному розряді за сезон і 31-й — за кар'єру. Для Вайт це був перший титул в парному розряді за сезон і 5-й — за кар'єру.